# Jacob David Bekenstein
Jacob David Bekenstein (Cidade do México, 1 de maio de 1947 — Helsinque, 16 de agosto de 2015) foi um físico que contribuiu para a fundação da termodinâmica de buracos negros e outros aspectos das conexões entre informação e gravitação. Nasceu na Cidade do México, México de pais judeus.
Foi professor Arnow de Astrofísica na Universidade Ben-Gurion do Negev, e professor Polak de Física Teórica na Universidade Hebraica de Jerusalém. Foi membro da Academia Israelense de Ciências e Humanidades e da Academia Mundial Judaica de Ciência, agraciado com o Prêmio Rothschild em Física e com o Prêmio Israel de 2005 em física.